# Arikli (Latchine)
Arikli est un village de la région de Latchine en Azerbaïdjan.

## Histoire
En 1992-2020, Arikli était sous le contrôle des forces armées arméniennes. Le 1er décembre 2020, le village repasse sous la souveraineté de l'Azerbaïdjan, comme l'ensemble du raion de Latchine, conformément à l'accord de cessez-le-feu du Haut-Karabakh.

## Population
Selon les statistiques de 2006, la population du village était de 750 personnes.

## Économie
La principale occupation de la population était l'élevage et l'agriculture.

## Culture
Il y avait une école, une bibliothèque, une épicerie, un poste médical et une boulangerie dans le village d'Arikli.
Aux alentours du village existent des croix de types Khatchkar, datés du IXe au XIe siècles et des cimetières arméniens datés du IX et XVIIe siècles. L'église de Zorakhach (Զորախաչ) daté de 1246 et un tombeau de 1295.